# Pararge saturatior
Pararge saturatior är en fjärilsart som beskrevs av Crombrugghe 1911. Pararge saturatior ingår i släktet Pararge och familjen praktfjärilar. Inga underarter finns listade i Catalogue of Life.